# 39. ceremonia wręczenia Cezarów
39. ceremonia wręczenia francuskich nagród filmowych Cezarów za rok 2013, odbyła się 28 lutego 2014 roku w Théâtre du Châtelet w Paryżu.
Nominacje do tegorocznej edycji nagród zostały ogłoszone 31 stycznia br.
Prowadzącą galę wręczenia nagród była francuska aktorka Cécile de France.

## Laureaci i nominowani
Laureaci nagród wyróżnieni są wytłuszczeniem

### Najlepszy film
Reżyser / Producenci − Film
- Guillaume Gallienne / Edouard Weil, Cyril Colbeau-Justin i Jean-Baptiste Dupont − Guillaume i chłopcy! Kolacja!
  - Albert Dupontel / Catherine Bozorgan − Dziewięć długich miesięcy
  - Alain Guiraudie / Sylvie Pialat − Nieznajomy nad jeziorem
  - Arnaud Desplechin / Pascal Caucheteux i Grégoire Sorlat − Jimmy P.
  - Asghar Farhadi / Alexandre Mallet-Guy − Przeszłość
  - Roman Polański / Robert Benmussa i Alain Sarde − Wenus w futrze
  - Abdellatif Kechiche / Abdellatif Kechiche, Vincent Maraval i Brahim Chioua − Życie Adeli

### Najlepszy film zagraniczny
Reżyser − Film • Kraj produkcji
- Felix Van Groeningen − W kręgu miłości • Belgia / Holandia
  - Pablo Berger − Śnieżka • Hiszpania
  - Woody Allen − Blue Jasmine • Stany Zjednoczone
  - Patrick Ridremont − Dead Man Talking • Belgia / Francja / Luksemburg
  - Quentin Tarantino − Django • Stany Zjednoczone
  - Paolo Sorrentino − Wielkie piękno • Włochy
  - Alfonso Cuarón − Grawitacja • Stany Zjednoczone

### Najlepszy film debiutancki
Reżyser / Producenci − Film
- Guillaume Gallienne / Edouard Weil, Cyril Colbeau-Justin i Jean-Baptiste Dupont − Guillaume i chłopcy! Kolacja!
  - Justine Triet / Emmanuel Chaumet − La Bataille de Solférino
  - Ruben Alves / Hugo Gélin, Laetitia Galitzine, Danièle Delorme − La Cage Dorée
  - Christophe Offenstein / Sidonie Dumas, Jean Cottin i Laurent Taïeb − Samotny rejs
  - Antonin Peretjatko / Emmanuel Chaumet − Spotkałem ją 14 lipca

### Najlepszy reżyser
- Roman Polański − Wenus w futrze
  - Albert Dupontel − Dziewięć długich miesięcy
  - Gallienne Guillaume − Guillaume i chłopcy! Kolacja!
  - Alain Guiraudie − Nieznajomy nad jeziorem
  - Arnaud Desplechin − Jimmy P.
  - Asghar Farhadi − Przeszłość
  - Abdellatif Kechiche − Życie Adeli

### Najlepszy scenariusz oryginalny
- Albert Dupontel − Dziewięć długich miesięcy
  - Philippe Le Guay − Molier na rowerze
  - Alain Guiraudie − Nieznajomy nad jeziorem
  - Asghar Farhadi − Przeszłość
  - Katell Quillévéré i Mariette Désert − Suzanne

### Najlepszy scenariusz adaptowany
- Guilaume Gallienne − Guillaume i chłopcy! Kolacja!
  - Arnaud Desplechin, Julie Peyr i Kent Jones − Jimmy P.
  - Antonin Baudry, Christophe Blain i Bertrand Tavernier − Francuski minister
  - David Ives i Roman Polański − Wenus w futrze
  - Abdellatif Kechiche i Ghalya Lacrois − Życie Adeli

### Najlepszy aktor
- Guillaume Gallienne − Guillaume i chłopcy! Kolacja!
  - Mathieu Amalric − Wenus w furze
  - Michel Bouquet − Renoir
  - Albert Dupontel − Dziewięć długich miesięcy
  - Grégory Gadebois − Uzdrowiciel
  - Fabrice Luchini − Molier na rowerze
  - Mads Mikkelsen − Michael Kohlhaas

### Najlepsza aktorka
- Sandrine Kiberlain − Dziewięć długich miesięcy
  - Fanny Ardant − Piękne dni
  - Bérénice Bejo − Przeszłość
  - Catherine Deneuve − Bettie wyrusza w drogę
  - Sara Forestier − Suzanne
  - Léa Seydoux − Życie Adeli
  - Emmanuelle Seigner − Wenus w futrze

### Najlepszy aktor w roli drugoplanowej
- Niels Arestrup − Francuski minister
  - Olivier Gourmet − Grand Central
  - Patrick d’Assumçao − Nieznajomy nad jeziorem
  - François Damiens − Suzanne
  - Patrick Chesnais − Piękne dni

### Najlepsza aktorka w roli drugoplanowej
- Adèle Haenel − Suzanne
  - Marisa Borini − Un Château en Italie
  - Françoise Fabian − Guillaume i chłopcy! Kolacja!
  - Julie Gayet − Francuski minister
  - Géraldine Pailhas − Młoda i piękna

### Nadzieja kina (aktor)
- Pierre de Ladonchamps − Nieznajomy nad jeziorem
  - Paul Bartel − Les Petits Princes
  - Paul Hamy − Suzanne
  - Vincent Macaigne − Spotkałem ją 14 lipca
  - Nemo Schiffman − Bettie wyrusza w drogę

### Nadzieja kina (aktorka)
- Adèle Exarchopoulos − Życie Adeli
  - Lou de Laâge − Jappeloup
  - Pauline Étienne − Zakonnica
  - Golshifteh Farahani − Syngué sabour. Pierre de patience
  - Marine Vacth − Młoda i piękna

### Najlepsza muzyka
- Martin Wheeler − Michael Kohlhaas
  - Loïc Dury i Christophe Minck − Smak życia 3, czyli chińska układanka
  - Jorge Arriagada − Molier na rowerze
  - Étienne Charry − Dziewczyna z lilią
  - Alexandre Desplat − Wenus w futrze

### Najlepsze zdjęcia
- Thomas Hardmeier − Świat według T.S. Spiveta
  - Claire Mathon − Nieznajomy nad jeziorem
  - Jeanne Lapoirie − Michael Kohlhaas
  - Mark Lee Ping-Bin − Renoir
  - Sofian El Fani − Życie Adeli

### Najlepszy montaż
- Valérie Deseine − Guillaume i chłopcy! Kolacja!
  - Christophe Pinel − Dziewięć długich miesięcy
  - Jean-Christophe Hym − Nieznajomy nad jeziorem
  - Camille Toubkis, Albertine Lastera, Jean-Marie Lengelle i Ghalya Lacroix − Życie Adeli
  - Juliette Welfling − Przeszłość

### Najlepsza scenografia
- Stéphane Rozenbaum − Dziewczyna z lilią
  - Aline Bonetto − Świat według T.S. Spiveta
  - Sylvie Olivé − Guillaume i chłopcy! Kolacja!
  - Yan Arlaud − Michael Kohlhaas
  - Benoît Barouh − Renoir

### Najlepsze kostiumy
- Pascaline Chavanne − Renoir
  - Florence Fontaine − Dziewczyna z lilią
  - Madeline Fontaine − Świat według T.S. Spiveta
  - Olivier Bériot − Guillaume i chłopcy! Kolacja!
  - Anina Diener − Michael Kohlhaas

### Najlepszy dźwięk
- Jean Mallet, Jean-Pierre Duret i Mélissa Petitjean − Michael Kohlhaas
  - Philippe Grivel i Nathalie Vidal − Nieznajomy nad jeziorem
  - Marc-Antoine Beldent, Loïc Prian i Olivier Dô Huu − Guillaume i chłopcy! Kolacja!
  - Lucien Balibar, Nadine Muse i Cyril Holtz − Wenus w futrze
  - Jérôme Chenevoy, Fabien Pochet, Roland Voglaire i Jean-Paul Hurier − Życie Adeli

### Najlepszy film animowany
- Éric Omond i Grégoire Solotareff − Loulou, l'incroyable secret
  - Marguerite Abouet i Clément Oubrerie − Aya z Yopougon
  - Marc Boréal i Thibaut Chatel − Moja mama jest w Ameryce i spotkała Buffalo Billa

### Najlepszy film dokumentalny
- Pascal Plisson − Sur le chemin de l'école
  - Olivier Peyon − Nie znosiłem matematyki
  - Claude Lanzmann − Ostatni niesprawiedliwy
  - Luc Jacquet − Był sobie las
  - Nicolas Philibert − Kocham radio

### Najlepszy film krótkometrażowy
- Xavier Legrand − Zanim stracimy wszystko
  - Sébastien Lifshitz − Bambi
  - Jean-Bernard Marlin − La Fugue
  - Vincent Mariette − Jaszczurki
  - Marie Monge − Marseille la nuit

### Najlepszy animowany film krótkometrażowy
- Amélie Harrault − Panienka Kiki z Montparnasse
  - Augusto Zavonello − Lettres de femmes

### Cezar Honorowy
- Scarlett Johansson (aktorka)

### Cezar Techniczny
- Didier Diaz, dyrektor Transpalux

## Podsumowanie ilości nominacji
(Ograniczenie do dwóch nominacji)
10 : Guillaume i chłopcy! Kolacja!
8 : Nieznajomy nad jeziorem, Życie Adeli
7 : Wenus w futrze
6 : Michael Kohlhaas, Dziewięć długich miesięcy
5 : Przeszłość, Suzanne
4 : Renoir
3 : Jimmy P., Molier na rowerze, Francuski minister, Dziewczyna z lilią, Świat według T.S. Spiveta
2 : Piękne dni, Bettie wyrusza w drogę, Młoda i piękna, Spotkałem ją 14 lipca

## Podsumowanie ilości nagród
(Ograniczenie do dwóch nagród)
5 : Guillaume i chłopcy! Kolacja!
2 : Michael Kohlhaas, Dziewięć długich miesięcy